# Бурник
Бурник (алб. Burrnik) је насељено место у општини Урошевац, на Косову и Метохији. Према попису становништва из 2011. у насељу је живело 46 становника.

## Становништво
Према попису из 2011. године, Бурник има следећи етнички састав становништва:
| Националност | 2011.       |
| Албанци      | 46 (100,0%) |
| Укупно       | 46          |

| Демографија | Демографија | Демографија |
| Година      | Становника  | Становника  |
| ----------- | ----------- | ----------- |
| 1948.       | 355         |             |
| 1953.       | 398         |             |
| 1961.       | 442         |             |
| 1971.       | 450         |             |
| 1981.       | 398         |             |
| 1991.       | 530         |             |
| 2011.       | 46          |             |